# Vertault
Vertault est une commune française située dans le département de la Côte-d'Or en région Bourgogne-Franche-Comté.

## Géographie
La superficie de Vertault est de 19,3 km2 avec une altitude minimum de 187 mètres et un maximum de 303 mètres.

### Hydrographie
La commune est irriguée par la Laigne. 

### Climat
Pour des articles plus généraux, voir Climat de la Bourgogne-Franche-Comté et Climat de la Côte-d'Or.
En 2010, le climat de la commune est de type climat océanique dégradé des plaines du Centre et du Nord, selon une étude du Centre national de la recherche scientifique s'appuyant sur une série de données couvrant la période 1971-2000. En 2020, Météo-France publie une typologie des climats de la France métropolitaine dans laquelle la commune est exposée à un climat océanique altéré et est dans la région climatique  Lorraine, plateau de Langres, Morvan, caractérisée par un hiver rude (1,5 °C), des vents modérés et des brouillards fréquents en automne et hiver. 
Pour la période 1971-2000, la température annuelle moyenne est de 10,6 °C, avec une amplitude thermique annuelle de 15,9 °C. Le cumul annuel moyen de précipitations est de 831 mm, avec 12,3 jours de précipitations en janvier et 8,1 jours en juillet. Pour la période 1991-2020, la température moyenne annuelle observée sur la station météorologique de Météo-France la plus proche, « Cruzy_sapc », sur la commune de Cruzy-le-Châtel à 12 km à vol d'oiseau, est de 11,1 °C et le cumul annuel moyen de précipitations est de 845,8 mm,. Pour l'avenir, les paramètres climatiques de la commune estimés pour 2050 selon différents scénarios d'émission de gaz à effet de serre sont consultables sur un site dédié publié par Météo-France en novembre 2022.

## Urbanisme

### Typologie
Au 1er janvier 2024, Vertault est catégorisée commune rurale à habitat très dispersé, selon la nouvelle grille communale de densité à 7 niveaux définie par l'Insee en 2022.
Elle est située hors unité urbaine et hors attraction des villes,.

### Occupation des sols
L'occupation des sols de la commune, telle qu'elle ressort de la base de données européenne d’occupation biophysique des sols Corine Land Cover (CLC), est marquée par l'importance des forêts et milieux semi-naturels (55,2 % en 2018), en diminution par rapport à 1990 (57,6 %). La répartition détaillée en 2018 est la suivante : 
forêts (53,9 %), terres arables (40,6 %), zones agricoles hétérogènes (2,6 %), prairies (1,6 %), milieux à végétation arbustive et/ou herbacée (1,3 %). L'évolution de l’occupation des sols de la commune et de ses infrastructures peut être observée sur les différentes représentations cartographiques du territoire : la carte de Cassini (XVIIIe siècle), la carte d'état-major (1820-1866) et les cartes ou photos aériennes de l'IGN pour la période actuelle (1950 à aujourd'hui).

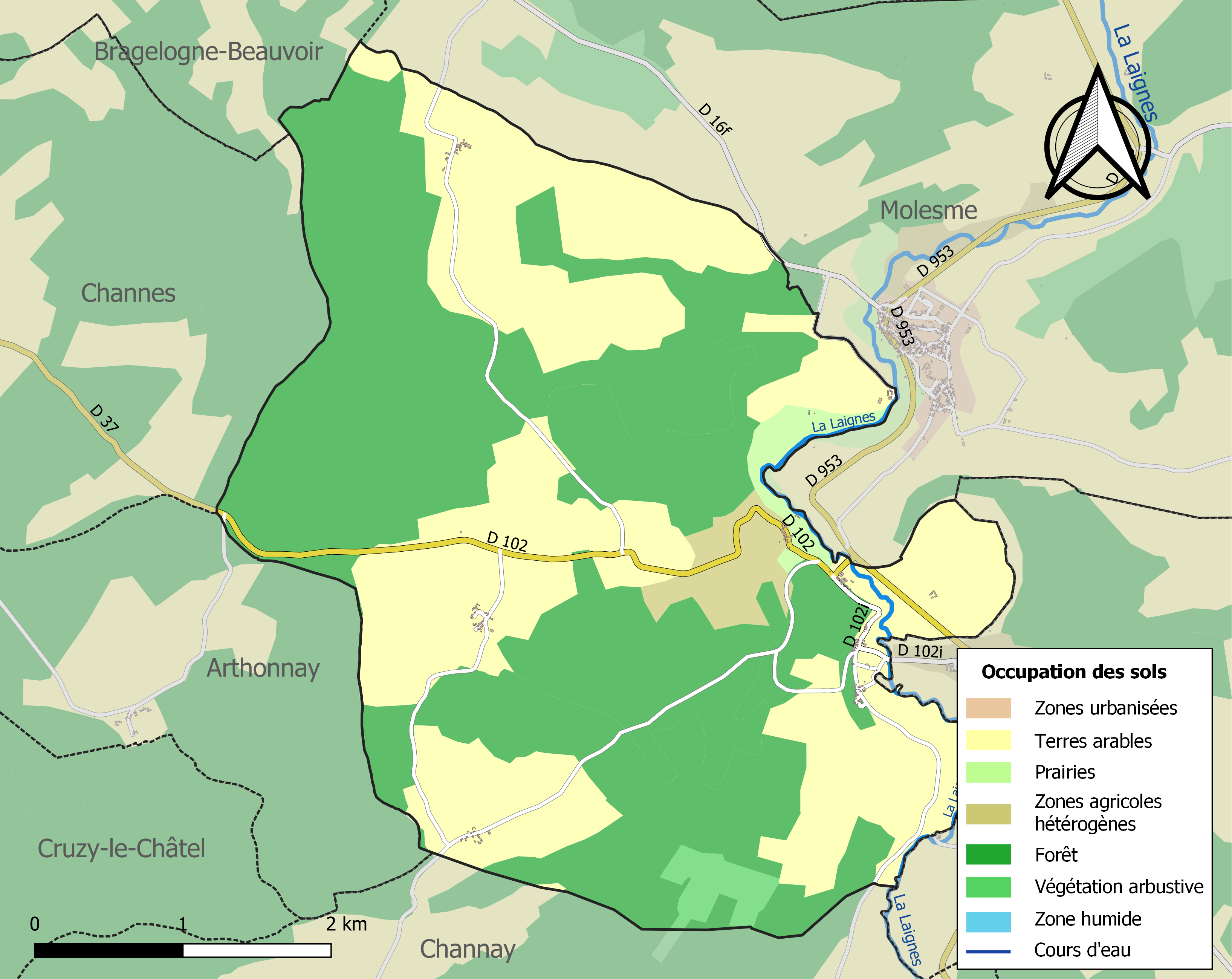
Carte des infrastructures et de l'occupation des sols de la commune en 2018 (CLC).

## Histoire

### Antiquité
L'occupation ancienne du site est bien attestée sur le plateau par l'ampleur des fouilles de Vertillum qui semble la seule agglomération importante du Châtillonnais sous occupation romaine. Après une première destruction par les barbares en 276, Vertillum est définitivement abandonnée en 400.

### Moyen Âge
Le peuplement descend alors au pied de la pente pour former un petit bourg avec quelques hameaux dispersés sous les Mérovingiens

### Époque contemporaine
En 1873 est créée sur la commune l'entreprise familiale Rousselet. Il s'agit d'une fabrique de manches d'outils, tournerie et d'une scierie. Unique source d'emploi sur la commune, l'usine existe toujours aujourd'hui

## Politique et administration
| Période                                  | Période      | Identité      | Étiquette      | Qualité |
| ---------------------------------------- | ------------ | ------------- | -------------- | ------- |
| mars 2001                                | 28 juin 2020 | René Marchand | DVD            | Maire   |
| 28 juin 2020                             |              | Jérôme Kuhn   | Sans étiquette | Maire   |
| Les données manquantes sont à compléter. |              |               |                |         |

Vertault appartient :
- à l'arrondissement de Montbard,
- au canton de Châtillon-sur-Seine

## Démographie
L'évolution du nombre d'habitants est connue à travers les recensements de la population effectués dans la commune depuis 1793. Pour les communes de moins de 10 000 habitants, une enquête de recensement portant sur toute la population est réalisée tous les cinq ans, les populations de référence des années intermédiaires étant quant à elles estimées par interpolation ou extrapolation. Pour la commune, le premier recensement exhaustif entrant dans le cadre du nouveau dispositif a été réalisé en 2005.

En 2022, la commune comptait 50 habitants, en évolution de −10,71 % par rapport à 2016 (Côte-d'Or : +0,82 %, France hors Mayotte : +2,11 %).
| 1793 | 1800 | 1806 | 1821 | 1836 | 1841 | 1846 | 1851 | 1856 |
| ---- | ---- | ---- | ---- | ---- | ---- | ---- | ---- | ---- |
| 525  | 374  | 411  | 436  | 427  | 403  | 381  | 390  | 410  |

| 1861 | 1866 | 1872 | 1876 | 1881 | 1886 | 1891 | 1896 | 1901 |
| ---- | ---- | ---- | ---- | ---- | ---- | ---- | ---- | ---- |
| 350  | 334  | 274  | 242  | 254  | 250  | 242  | 201  | 192  |

| 1906 | 1911 | 1921 | 1926 | 1931 | 1936 | 1946 | 1954 | 1962 |
| ---- | ---- | ---- | ---- | ---- | ---- | ---- | ---- | ---- |
| 174  | 177  | 143  | 150  | 130  | 136  | 95   | 98   | 85   |

| 1968 | 1975 | 1982 | 1990 | 1999 | 2005 | 2006 | 2010 | 2015 |
| ---- | ---- | ---- | ---- | ---- | ---- | ---- | ---- | ---- |
| 94   | 77   | 52   | 42   | 51   | 53   | 53   | 54   | 58   |

| 2020 | 2022 | - | - | - | - | - | - | - |
| ---- | ---- | - | - | - | - | - | - | - |
| 50   | 50   | - | - | - | - | - | - | - |

## Économie
L'entreprise familiale Rousselet (manches d'outils, tournerie et scierie) compte 19 employés en 2014. Toutes les essences de bois proviennent de Bourgogne et Champagne. Elles sont issus à 75 % de forêts certifiées PEFC (organisme de gestion durable des Forêts) et l’entreprise est certifiée PEFC depuis 2002.

## Lieux et monuments

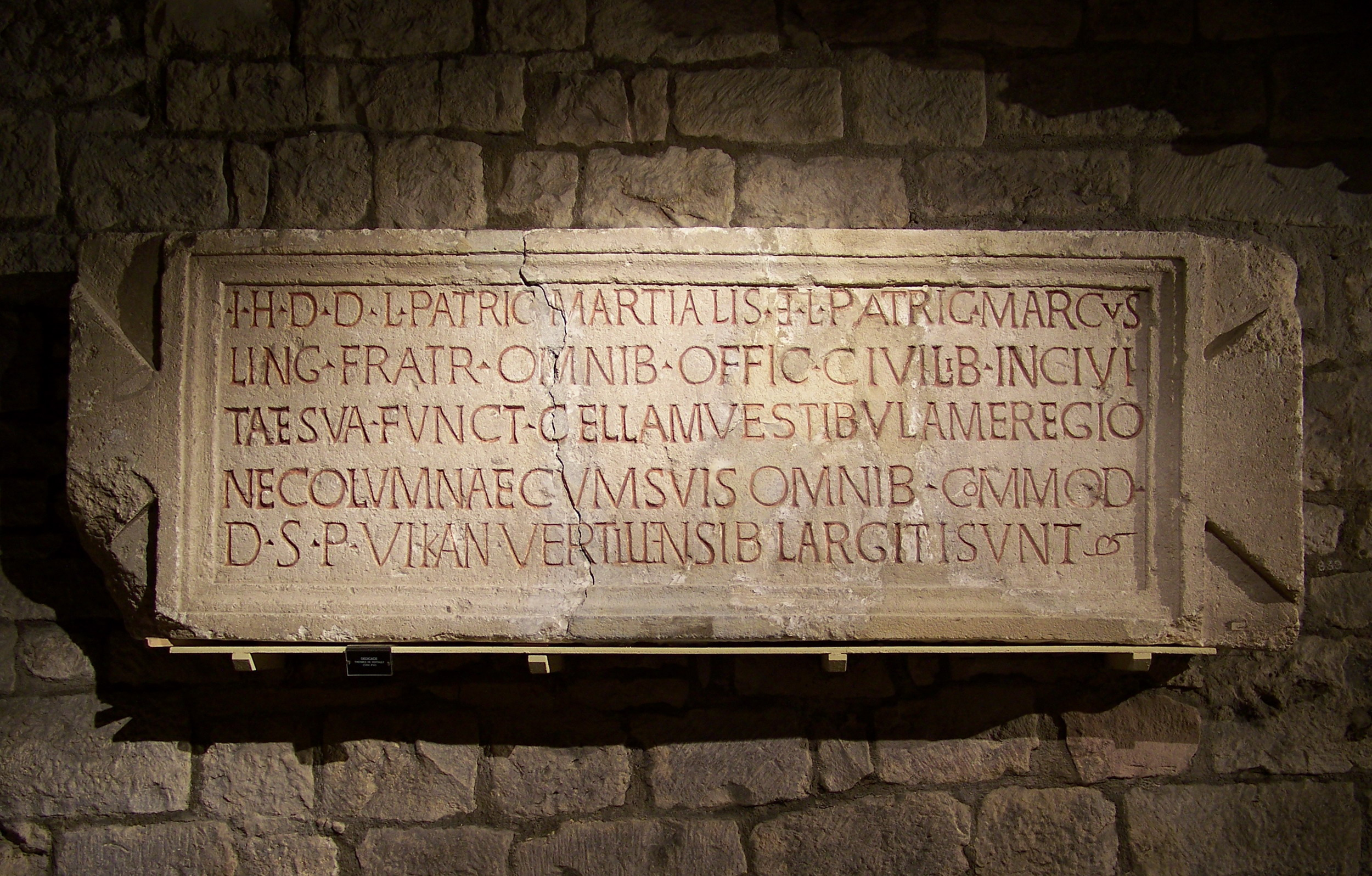
La dédicace des thermes, Musée archéologique de Dijon.

- Vertillum, cité gallo-romaine de 5 000 habitants, sur le plateau surplombant le village  Classé MH (1875)[19]. Peu de restes visibles, si ce n'est quelques vestiges des thermes notamment, qui n'ont que peu résisté depuis leur découverte au XIXe siècle. Présentant la configuration d'un éperon barré, la ville gallo-romaine a des origines gauloises. Le site est défendu par un murus gallicus. La plupart des objets exhumés lors de ces fouilles sont visibles au musée archéologique de Châtillon-sur-Seine. Depuis 1984, le site fait l'objet de nouvelles recherches et d'une mise en valeur des vestiges. Une nécropole d'animaux (200 chiens, 42 chevaux, 8 moutons, 2 bœufs, ainsi que 8 inhumations humaines) a notamment été mise en évidence sur le fanum extra-muros[20].
- L'église Saint-Pierre-ès-Liens date des XIIe et XVIe siècles pour les parties hautes, du XVIIIe siècle pour la nef. Importante statuaire ancienne : Vierge à l'Enfant en pierre polychrome du XIVe, Piéta, saint Roch, saint Antoine, saint Evèque également en pierre polychromes et peintures murales du XVIe.
- Une table d'orientation se trouve à l'ouest du village.